# Dingelstädt

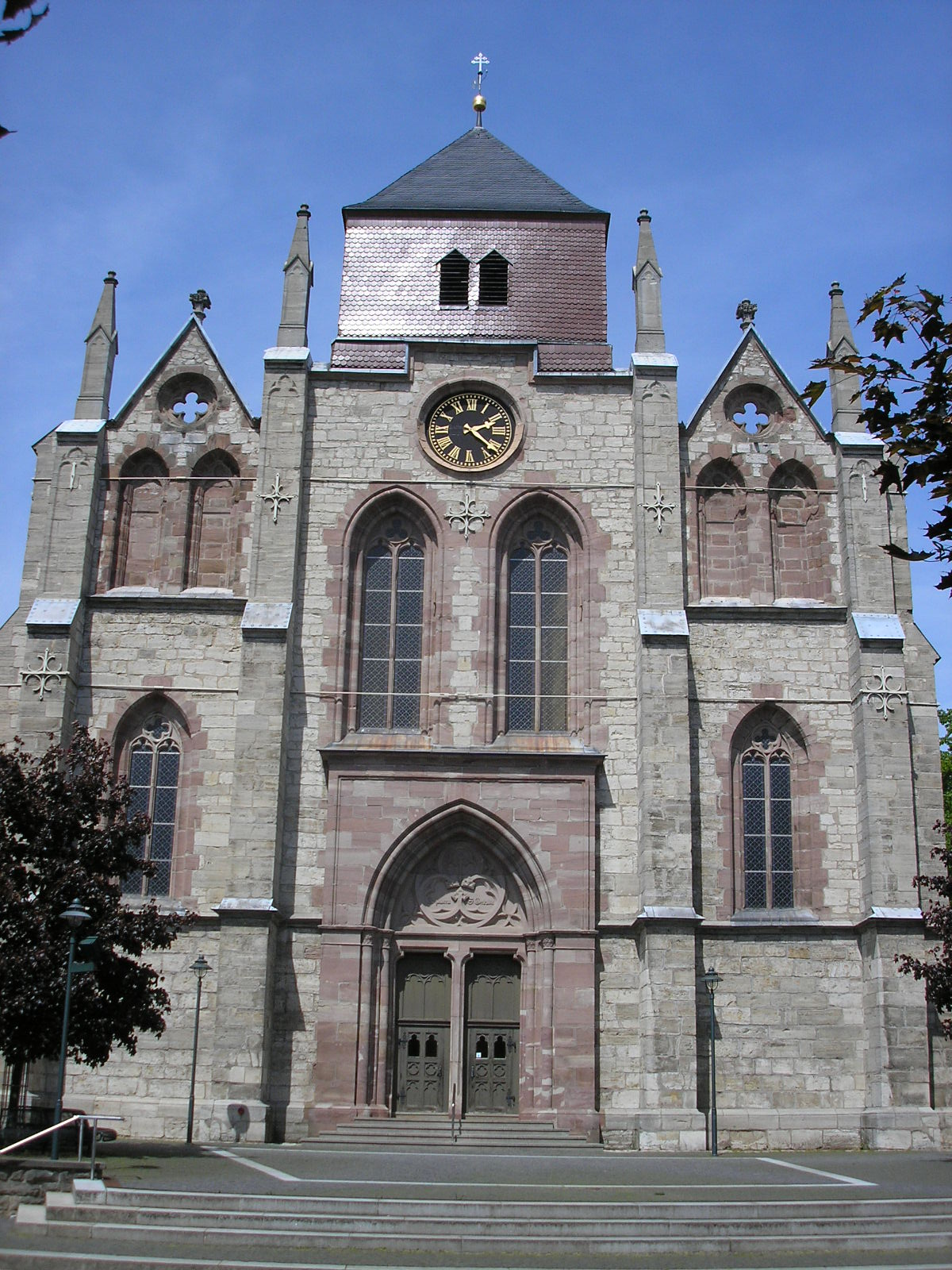
Stadtkirche St. Gertrudis

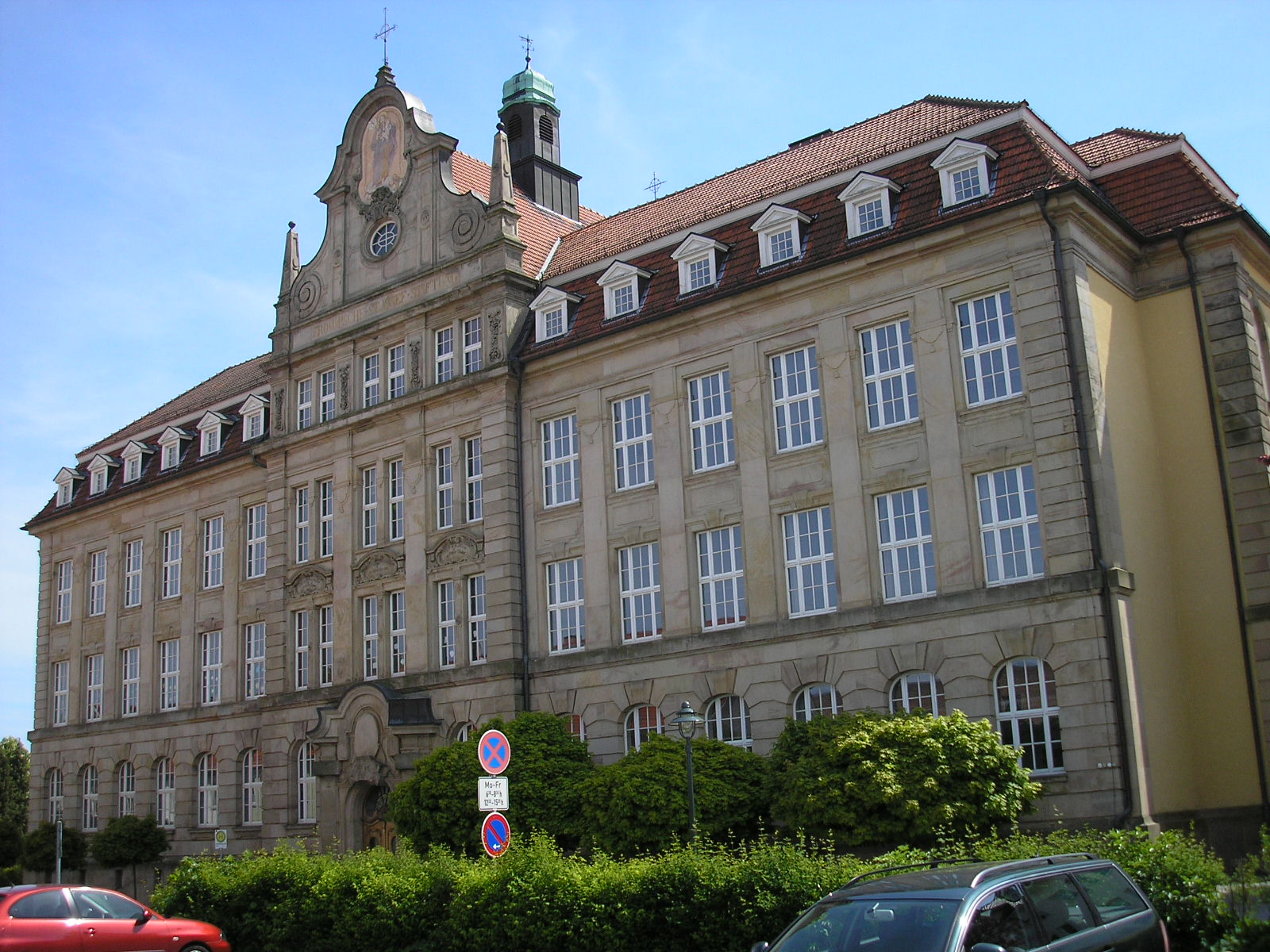
Gymnasium, Frontansicht

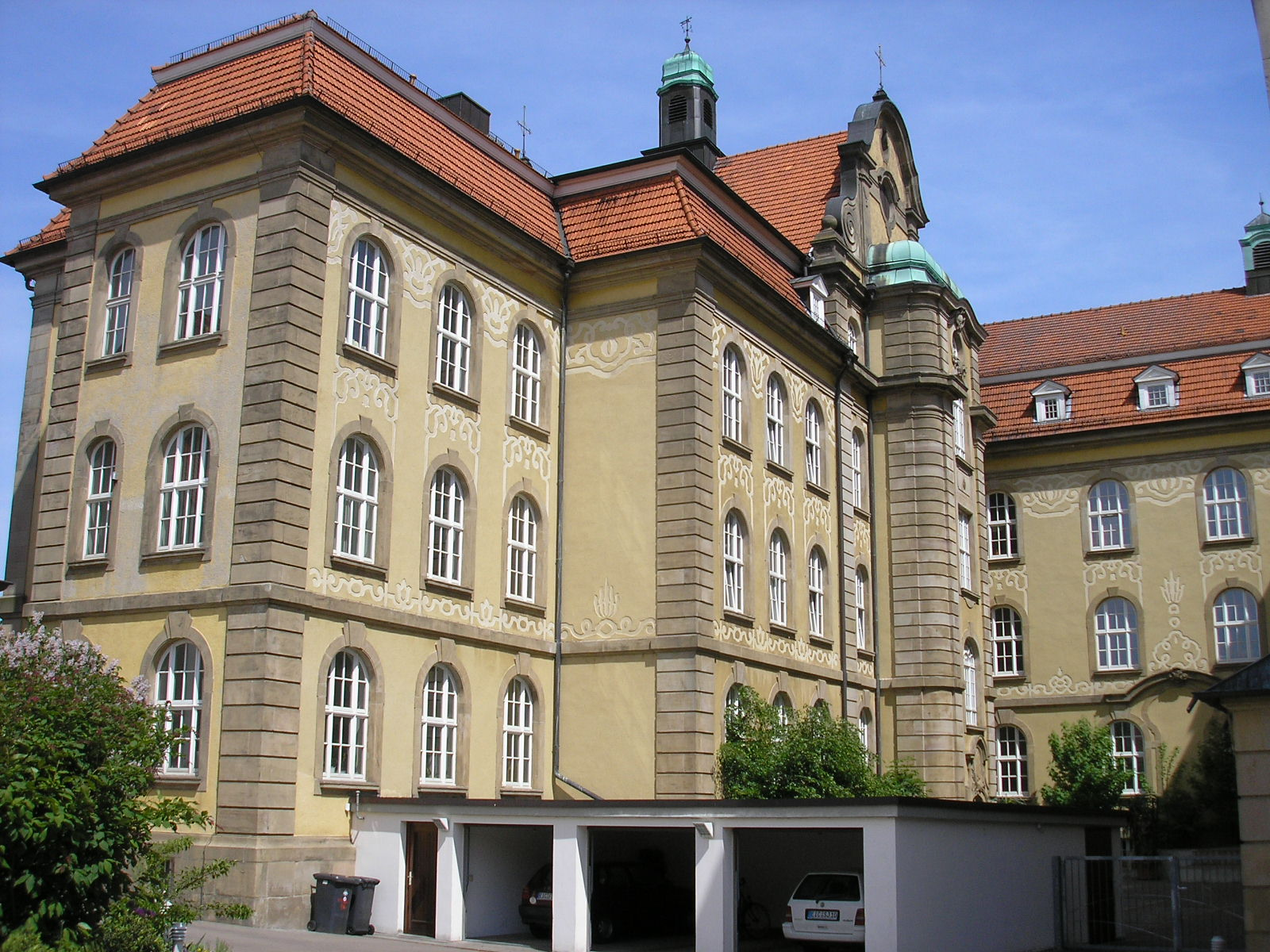
Gymnasium, westlicher Hof

Die Kleinstadt Dingelstädt ist eine Landgemeinde im thüringischen Landkreis Eichsfeld.

## Lage
Dingelstädt liegt zwischen Heilbad Heiligenstadt und Mühlhausen an der oberen Unstrut. Im Norden begrenzt der Höhenzug Dün das Stadtgebiet.

### Landgemeindegliederung
Die Landgemeinde Stadt Dingelstädt gliedert sich in die Ortschaften Beberstedt, Bickenriede, Dingelstädt, Helmsdorf, Hüpstedt, Kefferhausen, Kreuzebra, Silberhausen, Struth und Zella.

## Geschichte
Dingelstädt wurde erstmals im 9. Jahrhundert in einer undatierten Urkunde erwähnt und gehört damit zu den ältesten benannten Siedlungen des Eichsfelds. Der Name verweist auf eine alte germanische Thingstelle/-stätte (Gerichtsstätte). Forscher vermuten auf dem „Kerbschen“ Berg (= kirchbergischen Berg) eine ehemalige Königspfalz. Es gibt aber bis auf die Lage und einen nachgewiesenen Rundwall von 110 Meter Durchmesser keine konkreten Hinweise darauf. Eine Burg war sicher am Ort, denn 1134 wurde ein Ritter von Kirchberg genannt. Die Kirchberger waren Lehnsleute des Mainzer Erzbischofs. Als dieses Geschlecht ausstarb, wurde ein Heinrich von Bodungen belehnt. Berg und das nachgewiesene Dorf wurden 1546 als wüst angegeben, aber die Kirche St. Martin gab es noch. Sie war Erzpriestersitz und daher wohl sehr alt. Dorthin pilgerten noch im 19. Jahrhundert, jeweils am 1. Mai, die Leute der umliegenden Orte. 1700 wurde die Kirche neu errichtet. Es folgten Erweiterungsbauten, und seit 1994 wird das Kloster vom Ursulinen-Orden genutzt.
Die erste Schule Dingelstädts, zunächst nur für Jungen, lässt sich im Jahr 1606 nachweisen. Damals wurde für die knapp 70 Schüler im Rathaus ein Klassenzimmer eingerichtet, wobei neben dem Unterricht im selbigen Gebäude dieses auch als Tanzsaal und Schenke fungierte. Ebenfalls befand sich im Rathaus die Gefängniszelle der Gemeinde. Die erste Möglichkeit für die Dingelstädter Mädchen die Schule zu besuchen, ergab sich 1729. Knapp hundert Jahre später, 1833 baute man den Tanzsaal und die Schenke des Rathauses zu Unterrichtsräumen für Mädchen und Jungen um. Damals besuchten 118 Schüler die Knabenschule, 113 die Mädchenschule, sowie 256 die Knaben- und Mädchenschule. Als 1852–1855 die St.-Gertrudis-Kirche erbaut wurde, riss man das Rathaus ab; die Kirchengemeinde wies zur Entschädigung sieben Häuser, einschließlich deren Nebengebäude in der „Langen Nacht“, zur Nutzung zu. Im Oktober 1854 wurde das Schulgebäude gerichtet und ein Jahr später seiner Nutzung übergeben. Bis 1932 war es notwendig, wegen einer stetig steigenden Zahl an Schülern diverse Nebengebäude auszubauen und weitere zu errichten. 1959 kam die Polytechnische Oberschule (POS) „Käthe Kollwitz“ hinzu, die heute den Namen „St. Josef-Gymnasium“ trägt, 1981 wurde zudem der Grundstein für die POS „A. S. Makarenko“ gelegt, der heutigen Regelschule „Johann Wolf“.
Dem Ort wurde am 14. Februar 1859 das Stadtrecht verliehen. Seit 1815 (bis 1945) gehörte Dingelstädt zum Regierungsbezirk Erfurt der preußischen Provinz Sachsen, zuvor seit 1807 zum Königreich Westphalen (Kanton Dingelstädt). Für die Rechtsprechung in Dingelstädt bestand von 1849 bis 1879 die Gerichtskommission Dingelstädt des Kreisgerichts Heiligenstadt. 1879 wurde stattdessen das Amtsgericht Dingelstädt geschaffen. Das Amtsgericht Dingelstädt wurde 1952 aufgehoben.
Während des Zweiten Weltkrieges mussten polnische, ukrainische und russische Zwangsarbeiterinnen und Zwangsarbeiter bei unterschiedlichsten Bauernhöfen arbeiten. Die meisten ausländischen Zwangsarbeiter mussten im Henschel Flugmotorenwerk AG in der stillgelegten Zigarrenfabrik Neumann arbeiten sowie in der Strickwarenfabrik Schellhaas & Co.
Am 7. April 1945 erfolgte die kampflose Besetzung des Ortes durch US-amerikanische Soldaten. Zwei Zivilisten wurden erschossen, durch vorausgehende Jagdbomberangriffe waren Gebäudeschäden entstanden. Nach Besetzung durch die Rote Armee Anfang Juli 1945 wurde Dingelstädt Bestandteil der SBZ und 1949 der DDR.
Ausgehend von einem Dingelstädter Betrieb kam es im Dezember 1974 und Anfang 1975 durch Erfrischungsgetränke zu einer Hepatitis-A-Epidemie mit 594 Erkrankten in den Nordkreisen des Bezirks Erfurt. Der Betrieb hatte nach Starkregen mit Fäkalien verunreinigtes Quellwasser zur Produktion der Getränke (Vita-Cola) verwendet.

### Eingemeindungen
Am 1. Januar 2019 wurde Dingelstädt mit den Gemeinden Helmsdorf, Kefferhausen, Kreuzebra und Silberhausen zur neuen Landgemeinde und Stadt Dingelstädt zusammengeschlossen, woraufhin die Verwaltungsgemeinschaft Dingelstädt, der alle Gemeinden angehörten, aufgelöst wurde.
Nach Auflösung der Gemeinden Anrode und Dünwald im Unstrut-Hainich-Kreis wurden die Ortsteile Bickenriede, Zella von der Gemeinde Anrode sowie die Ortsteile Beberstedt und Hüpstedt von der Gemeinde Dünwald am 1. Januar 2023 nach Dingelstädt im Landkreis Eichsfeld eingemeindet.
Am 1. Januar 2024 folgte der Ortsteil Struth der Gemeinde Rodeberg aus dem Unstrut-Hainich-Kreis. Den Vergrößerungen Dingelstädts 2023 und 2024 waren Bürgerbefragungen vorausgegangen.

### Adelsgeschlecht von Dingelstedt
Neben den Edelherren von Kirchberg, die bei Dingelstädt begütert waren, gab es ab etwa 1300 das Adelsgeschlecht derer von Dingelstedt, die sich nach dem Ort benannten. Im 14. Jahrhundert waren einige Mitglieder der Familie in Heiligenstadt ansässig:
- Rudolf von Dingelstädt (1253 bis 1260) Erzbischof in Magdeburg (ev. nicht ganz sicher, von welchem Dingelstedt abstammend)
- Albrecht von Dingelstädt (1311), Bürger in Heiligenstadt mit seinen Söhnen Albrecht und Heinrich
- Heinrich von Dingelstädt (1316), Ratsherr in Heiligenstadt[11]
- Dietrich von Dingelstädt (1344) im St. Martinstift zu Heiligenstadt
- 1356 kaufte Albrecht denen von Worbis ihr Gut in Heiligenstadt ab
- Martin von Dingelstädt (1364) im St. Martinstift zu Heiligenstadt
- Curt von Dingelstädt (Dyngilstete) (1372)[12]
- Theodor von Dingelstädt (1389) im St. Martinstift zu Heiligenstadt (in der Liboriuskapelle gab es eine Inschrift: „Anno domini MCCCXLIIII Dnus Theod. de Dingelstede Canonocus eccl. Heiligenstadiensis ista fecit fieri“)
- Heinrich von Dingelstädt (1363), Vogt zu Bischofstein[13]
- Heinrich von Dingelstädt (möglicherweise der gleiche?) (1390) Bürgermeister und (1397) Ratsherr in Heiligenstadt

### Wappen
Blasonierung: „In Silber ein bewurzelter grüner Eichenbaum mit einem freischwebenden goldenen Ring um den Stamm.“

### Einwohnerentwicklung
Entwicklung der Einwohnerzahl (31. Dezember):
| - 1994: 5.073 - 1995: 5.101 - 1996: 5.105 - 1997: 5.092 - 1998: 5.070 - 1999: 5.082 | - 2000: 5.059 - 2001: 5.024 - 2002: 4.965 - 2003: 4.922 - 2004: 4.860 - 2005: 4.798 | - 2006: 4.766 - 2007: 4.713 - 2008: 4.676 - 2009: 4.698 - 2010: 4.665 - 2011: 4.381* | - 2012: 4.338 - 2013: 4.324 - 2014: 4.322 - 2015: 4.372 - 2016: 4.324 - 2017: 4.349 | - 2018: 4.335 - 2019: 6.887** - 2020: 6.834 - 2021: 6.847 - 2022: 6.935 |

Datenquelle: Thüringer Landesamt für Statistik
* ab 2011: Fortschreibung Zensus 2011
** ab 2019: neugebildete Stadt Dingelstädt

## Wirtschaft und Verkehr

### Wirtschaft
Im 19. und zu Beginn des 20. Jahrhunderts war Dingelstädt einer der wenigen Orte im Eichsfeld, in dem sich größere Industrieunternehmen ansiedelten. Neben den traditionellen Wollkämmereien und Kammgarnspinnereien waren es vor allem Zigarrenfabriken, Webereien, Strickereien, Spinnereien, Feilenhauereien, Mühlenbaufirmen und Maschinenfabriken, die zum guten Ruf der Stadt beitrugen. Bis 1989 arbeiteten viele Dingelstädter in der Textilindustrie (Eichsfelder Obertrikotagenwerk), der Zigarrenfabrikation (Zigarrenfabrik Dingelstädt, heute Teil von Joh. Wilh. von Eicken) oder der Polstermöbelherstellung. Es existierten über 80 private Handwerks- und Gewerbebetriebe, was für die Verhältnisse in der DDR enorm viele waren. Heute sind in Dingelstädt über 300 Handwerks- und Gewerbebetriebe ansässig. Im industriellen Bereich gab es nach der Umgestaltung der Wirtschaft zahlreiche Neuansiedlungen und Neugründungen. Das 1991 erschlossene Gewerbegebiet ist voll ausgelastet und im Südwesten der Stadt entstand ein 100 ha großes Industriegebiet. Der Schwerpunkt liegt heute in der metallverarbeitenden Industrie.

### Straßenverkehr
Östlich der Stadt verläuft die als Umgehungsstraße neu gebaute Bundesstraße 247, die das Stadtzentrum vom Durchgangsverkehr zwischen Mühlhausen und Bundesautobahn 38 entlasten soll. Dingelstädt ist Kreuzungspunkt der Landesstraßen 1005 (Richtung Heilbad Heiligenstadt), 1008 (Küllstedt), 2032 (Wachstedt) und 2041 (Silberhausen).

### Schienenverkehr
Mit dem Bau und der Inbetriebnahme der Bahnstrecke Leinefelde–Treysa wurde 1880 auch der Bahnhof Dingelstädt (Eichsfeld) eröffnet. Der Bahnhof verfügte über ein Empfangsgebäude mit Güterabfertigung, zwei Bahnsteiggleise und ein Durchgangsgleis. 1994 wurde der Bahnverkehr auf dem Streckenabschnitt zwischen Küllstedt und Dingelstädt eingestellt und der Bahnhof zum Endbahnhof. Bereits 1996 wurde auch der restliche Abschnitt von Dingelstädt nach Silberhausen/Trennung stillgelegt und der Bahnhof danach endgültig geschlossen. Heute wird das Bahnhofsgelände als Endpunkt der Draisinenstrecke auf dem verbliebenen Gleis von Lengenfeld unterm Stein genutzt. Auf dem zweiten Schienenbett wurde im Oktober 2019 der Kanonenbahn-Radweg fertiggestellt. Er verbindet mit knapp 1 % Steigung den Unstrut-Radweg mit dem Werratal-Radweg. Der Streckenabschnitt in Richtung Silberhausen/Trennung endet jetzt östlich des Bahnhofes wegen des Neubaus der Umgehungsstraße der B 247.
Der nahe von Dingelstädt gelegene Haltepunkt Silberhausen an der Bahnstrecke Gotha–Leinefelde wird stündlich von Regionalbahnen der DB Regio Südost bedient.

## Politik

### Stadtrat

#### 2024
Die Sitzverteilung im Stadtrat Dingelstädt stellt sich nach der Kommunalwahl am 26. Mai 2024 wie folgt dar:
| Partei / Liste                          | Stimmenanteil |
| CDU                                     | 49,5 %        |
| AfD                                     | 21,5 %        |
| Freie Wähler Eichsfeld                  | 14,3 %        |
| FDP                                     | 5,0 %         |
| Die Linke                               | 2,7 %         |
| Bündnis 90/Die Grünen                   | 2,6 %         |
| SPD                                     | 1,9 %         |
| Demokratische Initiative Eichsfeld      | 0,9 %         |
| ÖPD/Familie...                          | 0,6 %         |
| Initiative 'Menschen für Heiligenstadt' | 0,5 %         |
| Die Heimat                              | 0,4 %         |

Daraus ergibt sich folgende Sitzverteilung 
CDU (13 Sitze), AfD (4 Sitze), CWE (3 Sitze), Grüne, Freie Bürger/-innen, Linke (1 Sitz), FDP (1 Sitz), Aktiv für die Landgemeinde (1 Sitz), BA (1 Sitz)

#### 2019
Die Sitzverteilung im Stadtrat Dingelstädt stellt sich nach der Kommunalwahl am 26. Mai 2019 wie folgt dar:
| Partei / Liste                                 | Sitze | Stimmenanteil |
| CDU                                            | 11    | 54,7 %        |
| AfD                                            | 2     | 11,3 %        |
| Christliche Wählergemeinschaft Eichsfeld (CWE) | 2     | 10,3 %        |
| Grüne-Freie Bürger/innen-SPD                   | 2     | 08,1 %        |
| FDP                                            | 1     | 06,7 %        |
| Aktiv für die Landgemeinde                     | 1     | 05,8 %        |
| Die Linke                                      | 1     | 03,1 %        |

### Bürgermeister
Bei den Kommunalwahlen in Thüringen 2019 wurde Andreas-Karl Fernkorn (CDU) mit 93,3 Prozent zum hauptamtlichen Bürgermeister gewählt. Am 23. Februar 2025 wurde Fernkorn mit 95,4 Prozent der abgegebenen gültigen Stimmen ohne Mitbewerber für eine zweite Amtszeit gewählt.

### Städtepartnerschaften
- Aiud, Stadt im rumänischen Kreis Alba
- Jarosław, Stadt in Polen
- Künzell, Großgemeinde im Kreis Fulda in Hessen
- Felsberg (Hessen), Stadt im Schwalm-Eder-Kreis in Hessen
- Wenden (Sauerland), Gemeinde im Kreis Olpe in Nordrhein-Westfalen

## Kultur und Sehenswürdigkeiten
- Katholische St.-Gertrudis-Kirche; neugotisch 1852–1855.
- Katholische Wallfahrtskirche St. Maria im Busch
- Franziskanerkloster Kerbscher Berg; neoromanische Klosterkirche St. Petrus Baptista und Gefährten, 1889–1890 durch Paschalis Gratze erbaut, Wallfahrtskirche
- St.-Josef-Gymnasium
- Kloster Anrode in Bickenriede
- Kloster Zella in Struth

### Feste und Feiern
- Gertrudismarkt im April
- Schützenfest im Juli
- Breikuchenfest (Stadtfest) am dritten Wochenende im August
- Kleine Kirmes zum Fest Mariä Geburt im September
- Weihnachtsmarkt im Dezember

## Persönlichkeiten
- Angelinus Brinkmann (1683–1758), Franziskaner und aszetischer Schriftsteller
- Isidorus Keppler (1715–1792), römisch-katholischer Theologe
- Christian Joseph Jagemann (1735–1804), Gelehrter, Hofrat und Bibliothekar
- Jakob Joseph Wandt (1780–1849), Bischof von Hildesheim
- Dorothea Fromm (1827–1887), Erzieherin und Privatlehrerin in Paris und London. Gründerin des St. Josefs Instituts in Dingelstädt
- Anton Thraen (1843–1902), Pfarrer und Astronom
- Aloys Schäfer (1853–1914), katholischer Bischof und Apostolischer Vikar von Sachsen
- Karl Paul Haendly (1891–1965), von 1930 bis 1934 Bürgermeister, nach dem Krieg erster Oberbürgermeister von Oberhausen
- Franz Huhnstock (1891–1965), Lehrer, Rektor und Heimatschriftsteller
- Johannes Albrecht SJ (1907–1943), römisch-katholischer Ordensbruder, der während der nationalsozialistischen Diktatur hingerichtet wurde
- Aloys Schaefer (1911–1999), Bürgermeister und Landrat im Eichsfeld, Mitbegründer der CDU im Eichsfeld
- Alfred Gertler (1913–2001), Politiker (Zentrum), Mitglied des Niedersächsischen Landtags
- Alfred Rosenthal (1915–nicht ermittelt), Chirurg und Hochschullehrer
- Helmut Meinhardt (1933–2018), Professor für Philosophie in Gießen (1972–2018)
- Alfred Schuchart (* 1935), katholischer Theologe
- Norbert Hoffmann (1942–2018), römisch-katholischer Theologe und Autor
- Wilhelm von Ascheraden (* 1946), evangelischer Pfarrer und Lieddichter
- Thomas Gertler (* 1948), katholischer Theologe und ehemaliger Rektor
- Ludwig Fromm (* 1950), Professor für Architektur und Szenografie an der Muthesius-Hochschule Kiel
- Ursula Strozynski (* 1954), Malerin und Grafikerin
- Barbara Bornemann (1955–2018), Opern- und Konzertsängerin
- Raimund Beck (* 1962), römisch-katholischer Priester, ehemaliger Generalvikar im Bistum Erfurt
- Michael Robert Rhein (* 1964), Sänger und Instrumentalist der Mittelalter-Rock-Band In Extremo
- Karsten Wöhler (* 1974), ehemaliger Handballspieler, bis 31. Juli 2018 Manager des ThSV Eisenach
- Adrian Wöhler (* 1987), Handballspieler
- Julia Krüger (* 1990), Moderatorin